# ハイメ・マタ
ハイメ・マタ・アルナイス（Jaime Mata Arnaiz ,  1988年10月24日 - ）は、スペイン・マドリード州マドリード出身のプロサッカー選手。スペイン代表。プリメーラ・ディビシオンのヘタフェCFに所属している。ポジションはFW。

## 来歴
2000年に地元マドリードに本拠地を置くテルセーラ・ディビシオン所属のギャラクティコ・ペガソのカンテラに入団。2007年にBチームに昇格。翌2008年にトップチームに昇格し、2シーズンプレー。以降も下部リーグでプレーした。
2014年6月、当時セグンダ・ディビシオンのジローナFCと2年契約を締結。マタが在籍した2シーズンは、それぞれ3位、4位で終えたものの、いずれも昇格プレーオフで敗退を喫した。
2016年6月30日、レアル・バリャドリードと2年契約を締結。2年目の2017-18シーズンに35得点を記録し、2部リーグ得点王を獲得。シーズン5位で終えたチームは、昇格プレーオフを勝ち抜き、2013-14シーズン以来のラ・リーガ復帰に導いた。
2018年7月2日、ヘタフェCFと3年契約を締結し、30歳目前で初のラ・リーガでのプレーが実現。8月24日のSDエイバル戦で、念願のリーガ初出場を果たし、2-0の勝利に貢献。2019年1月6日のFCバルセロナ戦では、前試合まで4試合連続完封勝利中だったマルク＝アンドレ・テア・シュテーゲンからゴールを決めた。
2021年1月11日、第18節・エルチェCF戦で69分、久保建英のシュートをGKに弾かれたボールのこぼれ球を押し込みチームの逆転勝利に貢献した。

## スペイン代表
プロデビュー当時から下部リーグでの下積みが長かったこともあり、スペイン代表には縁が遠いと思われていたマタだったが、ヘタフェ加入後の活躍もあり、2019年3月に念願の初招集。同月23日のUEFA EURO 2020予選のノルウェー戦で、代表初出場を果たした。